# Weinmann (Familienname)
Weinmann ist ein deutscher Familienname.

## Herkunft und Bedeutung
Weinmann ist ein Berufsname und bezieht sich auf den Weinbauer, Winzer, Weinhändler oder Weinschenk.

## Varianten
- Wein, Weinbauer, Weinbörner, Weinbrenner, Weingartner, Weingärtner, Weinmeister, Weinmeyer, Weinschenk, Weinschenck

## Namensträger
- Alexander Weinmann (1901–1987), österreichischer Musikhistoriker, Bibliograph und Komponist
- Artur Weinmann (1883–1942), deutscher Richter
- Ernst Weinmann (1907–1947), deutscher Zahnarzt, SS-Obersturmbannführer und Politiker
- Erwin Weinmann (1909–1945?), deutscher Arzt, SS-Oberführer und Oberst der Polizei
- Franz Weinmann (1909–1996), deutscher Pfarrer
- Fred Weinmann (1908–1991), deutscher Lehrer, Volkskundler und Heimatforscher
- Friedrich Weinmann (1885–1929), deutscher Kameramann
- Gerd Weinmann (* 1962), deutscher Fußballspieler
- Günther Weinmann (1924–2022), deutscher Richter
- Hans Weinmann (1885–1960), tschechoslowakischer Industrieller
- Hans-Martin Weinmann (1928–2020), deutscher Neuropädiater und Epileptologe
- Johann Weinmann (Theologe) (auch Johannes Weinmann; 1599–1672), deutscher Theologe
- Johann Anton Weinmann (1782–1858), deutscher Botaniker
- Johann Simon Weinmann der Jüngere (1583–1638), deutscher Politiker, Bürgermeister von Heilbronn
- Johann Wilhelm Weinmann (1683–1741), deutscher Apotheker und Botaniker
- Josef Weinmann (1926–2008), Schweizer Heimatforscher
- Joseph Peter Weinmann (1896–1960), österreichisch-amerikanischer Zahnarzt
- Karl Weinmann (Musikpädagoge) (1873–1929), deutscher Domvikar und Musikpädagoge
- Karl Weinmann (Soldat) (1895–1944), deutscher Soldat
- Karl Weinmann (Geistlicher, 1901) (1901–1993), deutscher Geistlicher, Apostel der Neuapostolischen Kirche
- Kaspar Weinmann (1827–1888), Schweizer Forstbeamter
- Klaus Weinmann (1931–2024), deutscher Politiker (SPD)
- Kurt Weinmann (1922–2007), deutscher Chemiker
- Manfred Weinmann (1934–2013), deutscher Politiker (CDU)
- Marc Weinmann (* 1997), deutscher Schauspieler
- Markus Weinmann (* 1974), deutscher Agrarwissenschaftler
- Michael Weinmann (* 1981), Schweizer Journalist
- Nico Weinmann (* 1972), deutscher Politiker (FDP)
- Peter Weinmann (* 1946), deutscher Journalist und Agent
- Rudolf Weinmann (Schauspieler) (1870–??), deutscher Schauspieler und Autor
- Rudolf Weinmann (Widerstandskämpfer) (1915–2004), deutscher Widerstandskämpfer
- Rudolf Weinmann (Tischtennisspieler) (* 1950), österreichischer Tischtennisspieler
- Siegfried Weinmann (1910–1996), deutscher Kameramann
- Simon Weinmann der Ältere (1535–1606), deutscher Politiker, Bürgermeister von Heilbronn
- Turi Weinmann (1883–1950), deutscher Bildhauer
- Werner Weinmann (1935–1997), deutscher Politiker (SPD)
- Wilhelm Weinmann (1851–1918), deutscher Verwaltungsbeamter